# Pierre Lemaire
Pour les articles homonymes, voir Lemaire.
 (avril 2017).
Si vous disposez d'ouvrages ou d'articles de référence ou si vous connaissez des sites web de qualité traitant du thème abordé ici, merci de compléter l'article en donnant les références utiles à sa vérifiabilité et en les liant à la section « Notes et références ».
Pierre Lemaire est un peintre français né le 24 août 1920 à Paris 14e où il est mort le 9 novembre 2007.

## Biographie
Ses études d'optique amènent Pierre Lemaire à la scénographie au travers des environnements lumineux dans le cadre de l'Atelier de recherche sur l'espace et l'environnement dont il est membre fondateur.
Il fréquente les ateliers de J. Metzinger et Fernand Léger. 
À partir de 1948, il participe à de nombreux salons (Jeune peinture, Salon d'automne, Salon des réalités nouvelles, Comparaisons…) et expose, notamment, chez Colette Allendy et la galerie Arnoux.

## Expositions personnelles
- 1984 Galerie B. Scheade Paris
- 1987 Galerie Arnoux
- 1990 Galerie Sparts, Paris
- 1990 Galerie Arnoux
- 1992 Galerie Sparts, Paris
- 1993 Galerie Arnoux
- 1993 Pierre Lemaire, Jean-Marie Ledannois, Hélène Toulouse, Centre régional de développement culturel, Rosny-sur-Seine.
- 1994 Galerie Demay-Debeve Le Touquet
- 1995 Galerie Demay-Debeve Le Touquet
- 1996 Galerie Akka-Valmay, Paris

## Scénographies
- Festival de Vaison-la-Romaine en 1967 et 1969
- Exposition au musée d'art moderne de la ville de Paris, ballets modernes de Paris